# Hillerød (stacja kolejowa)
Hillerød – stacja kolejowa w Hillerød, w Danii. Znajdują się tu 3 perony.